# Saint-Germain-du-Pert
Saint-Germain-du-Pert település Franciaországban, Calvados megyében. Lakosainak száma 151 fő (2022. január 1.). Saint-Germain-du-Pert La Cambe, Cardonville, Monfréville és Osmanville községekkel határos.

## Népesség
A település népessége az elmúlt években az alábbi módon változott:
| Lakosok száma | 194  | 160  | 147  | 142  | 178  | 180  | 179  | 164  | 157  | 151  |
|               | 1968 | 1982 | 1990 | 2006 | 2013 | 2015 | 2017 | 2019 | 2020 | 2022 |